# (18888) 2000 AV246
(18888) 2000 AV246 est un objet de la ceinture principale d'astéroïdes extérieure découvert en 2000.

## Description
(18888) 2000 AV246 a été découvert le 7 janvier 2000 à l'observatoire de Kitt Peak, situé dans l'Arizona (États-Unis), par le projet Spacewatch de l’université de l'Arizona.

### Caractéristiques orbitales
L'orbite de cet astéroïde est caractérisée par un demi-grand axe de 3,23 UA, un périhélie de 2,39 UA, une excentricité de 0,26 et une inclinaison de 0,26° par rapport à l'écliptique. Du fait de ces caractéristiques, à savoir un demi-grand axe entre 3,2 et 4,6 UA, il est classé, selon la JPL Small-Body Database, comme objet de la ceinture principale d'astéroïdes extérieure.

### Caractéristiques physiques
(18888) 2000 AV246 a une magnitude absolue (H) de 13,5 et un albédo estimé à 0,162.